# Giải Locus cho truyện ngắn dài hay nhất
Giải Locus cho truyện ngắn dài hay nhất (tiếng Anh: Locus Award for Best Novella) là một trong loạt giải Locus do tạp chí Locus thiết lập năm 1973, dành cho những truyện ngắn dài (novella) được bầu chọn là hay nhất. Các tác phẩm được bầu chọn phải được xuất bản trong năm trước đó.

## Những tác phẩm đoạt giải
Dưới đây là danh sách các tác phẩm đoạt giải:
| Năm  | Tác phẩm                                           | Tác giả                           |
| ---- | -------------------------------------------------- | --------------------------------- |
| 1973 | "The Gold at the Starbow's End"                    | Frederik Pohl                     |
| 1974 | "The Death of Doctor Island"                       | Gene Wolfe                        |
| 1975 | "Born with the Dead"                               | Robert Silverberg                 |
| 1976 | "The Storms of Windhaven"                          | Lisa Tuttle & George R. R. Martin |
| 1977 | "The Samurai and the Willows"                      | Michael Bishop                    |
| 1978 | "Stardance"                                        | Spider Robinson & Jeanne Robinson |
| 1979 | "The Persistence of Vision"                        | John Varley                       |
| 1980 | "Enemy Mine"                                       | Barry B. Longyear                 |
| 1981 | "Nightflyers"                                      | George R. R. Martin               |
| 1982 | "Blue Champagne"                                   | John Varley                       |
| 1983 | "Souls"                                            | Joanna Russ                       |
| 1984 | "Her Habiline Husband"                             | Michael Bishop                    |
| 1985 | "PRESS ENTER[]"                                    | John Varley                       |
| 1986 | "The Only Neat Thing to Do"                        | James Tiptree, Jr.                |
| 1987 | "R&R"                                              | Lucius Shepard                    |
| 1988 | "The Secret Sharer"                                | Robert Silverberg                 |
| 1989 | "The Scalehunter's Beautiful Daughter"             | Lucius Shepard                    |
| 1990 | "The Father of Stones"                             | Lucius Shepard                    |
| 1991 | "A Short, Sharp Shock"                             | Kim Stanley Robinson              |
| 1992 | "The Gallery of His Dreams"                        | Kristine Kathryn Rusch            |
| 1993 | "Barnacle Bill the Spacer"                         | Lucius Shepard                    |
| 1994 | "Mefisto in Onyx"                                  | Harlan Ellison                    |
| 1995 | "Forgiveness Day"                                  | Ursula K. Le Guin                 |
| 1996 | "Remake"                                           | Connie Willis                     |
| 1997 | "Bellwether"                                       | Connie Willis                     |
| 1998 | "Where Angels Fear to Tread"                       | Allen Steele                      |
| 1999 | "Oceanic"                                          | Greg Egan                         |
| 2000 | "Orphans of the Helix"                             | Dan Simmons                       |
| 2001 | "Radiant Green Star"                               | Lucius Shepard                    |
| 2002 | "The Finder"                                       | Ursula K. Le Guin                 |
| 2003 | "The Tain"                                         | China Mieville                    |
| 2004 | "The Cookie Monster"                               | Vernor Vinge                      |
| 2005 | "Golden City Far"                                  | Gene Wolfe                        |
| 2006 | "Magic for Beginners"                              | Kelly Link                        |
| 2007 | "Missile Gap"                                      | Charles Stross                    |
| 2008 | "After the Siege"                                  | Cory Doctorow                     |
| 2009 | "Pretty Monsters"                                  | Kelly Link                        |
| 2010 | "The Women of Neill Gwynne's"                      | Kage Baker                        |
| 2011 | "The Lifecycle of Software Objects"                | Ted Chiang                        |
| 2012 | "Silently and Very Fast                            | Catherynne M. Valente             |
| 2013 | "After the Fall, Before the Fall, During the Fall" | Nancy Kress                       |